# Polana censora
Polana censora är en insektsart som beskrevs av Delong och Wolda 1984. Polana censora ingår i släktet Polana och familjen dvärgstritar. Inga underarter finns listade i Catalogue of Life.